# Список ныне живущих архиереев Украинской православной церкви Киевского патриархата
В списке представлены ныне живущие архиереи Украинская православная церковь Киевского патриархата (УПЦ КП).
Епископат Украинской православной церкви Киевского патриархата насчитывает (на 22 октября 2023 года) 13 человек, в том числе 11 епархиальных архиереев и 2 викарных архиерея.
Из которых:
- один — в сане патриарха;
- 2 — в сане митрополита;
- 1 — в сане архиепископа;
- 9 — в сане епископа.

Список составлен в порядке старшинства епископской хиротонии.
Старейший по возрасту архиерей Украинской православной церкви Киевского патриархата — Патриарх Киевский и всея Руси-Украины Филарет (Денисенко) (96 лет, 1929 года рождения); самый молодой — епископ Днепровский и Криворожский Даниил (Кудыбин) (44 года, 1980 года рождения).

## Хиротонии до создания церкви

### Хиротонии 1962 года
1. Филарет (Денисенко), патриарх Киевский и всея Руси-Украины[1] (4 февраля 1962 года[2]). 11 июня 1992 года Архиерейским собором Русской православной церкви извергнут из сущего сана, лишён всех степеней священства и всех прав, связанных с пребыванием в клире; все рукоположения, совершённые Филаретом в запрещённом состоянии с 27 мая 1992 года, и наложенные им прещения признаны недействительными. Избран на патриарший престол 20 октября 1995 года, интронизован 22 октября 1995 года. 21 февраля 1997 года на Архиерейском соборе Русской православной церкви состоялось отлучение от церкви через анафематствование бывшего монаха Филарета (Михаила Антоновича Денисенко)[3].

## Патриаршество патриархаВладимира

### Хиротонии 1995 года
1. Иоасаф (Шибаев), митрополит Белгородский и Обоянский (19 февраля 1995 года, на кафедре со дня хиротонии)

## Патриаршество патриархаФиларета

### Хиротонии 1996 года
1. Авксентий (Маринес), епископ (митрополит) Херсонесский и Волновахский (май 1996 года[4]; на кафедре с 22 января 2022 года)

### Хиротонии 2005 года
1. Филарет (Панку), митрополит Фалештский и Молдовский, экзарх Молдовы[5] (31 июля 2005 года, на кафедре с 3 февраля 2020 года)

### Хиротонии 2008 года
1. Петр (Москалёв), епископ Валуйский, викарий Белгородской епархии (13 декабря 2008 года, на кафедре со дня хиротонии)

### Хиротонии 2019 года
1. Андрей (Маруцак), архиепископ Переяславский и Белоцерковский (23 июня 2019 года; на кафедре с 14 декабря 2019 года)
2. Никодим (Кобзарь), епископ Сумский и Ахтырский (15 декабря 2019 года, на кафедре со дня хиротонии)
3. Даниил (Кудыбин), епископ Днепровский и Криворожский (17 декабря 2019 года, на кафедре со дня хиротонии)

### Хиротонии 2020 года
1. Никон (Граблюк), епископ Одесский и Балтский (5 января 2020 года, на кафедре со дня хиротонии)
2. Михаил (Ковалюк), епископ Херсонский и Таврический (17 декабря 2020 года, на кафедре со дня хиротонии)

### Хиротонии 2021 года
1. Лука (Згоба), епископ Филадельфийский, викарий Киевской епархии (14 декабря 2021 года, на кафедре со дня хиротонии)
2. Хризостом (Каллис), епископ (митрополит) Мариупольский и Феодосиевский (15 декабря 2021 года[6]; на кафедре с 22 января 2022 года)

### Хиротонии 2022 года
1. Авив (Панку), епископ Ришканский и Окницкий (23 января 2022 года, на кафедре с 21 октября 2023 года)

## Бывшие архиереи Украинской православной церкви Киевского патриархата[7]
1. Лазарь (Пухало), бывший архиепископ Оттавский (28 сентября 1990 года;[8] с 20 марта 1994 года в юрисдикции УПЦ КП, а 24 мая 2002 года принят в юрисдикцию Православной церкви в Америке как «архиепископ Оттавский на покое»).
2. Варух (Тищенков), бывший архиепископ Тобольский и Енисейский (23 февраля 1995 года; а 17 марта 2011 года исключён из состава УПЦ КП Синодом этой церкви).
3. Василий (Грилло Мичели), бывший архиепископ Остийский и Латиумский (26 февраля 1995 года; а 27 декабря 1996 года вместе с «Миланским синодом» оставил УПЦ КП).
4. Геронтий (Хованский), бывший архиепископ Винницкий и Брацлавский (24 марта 1996 года; с 28 февраля 2006 года на покое, а 22 июля 2008 года перешёл в Апостольскую православную церковь).
5. Иоанн (Зиновьев), бывший архиепископ Одесский и Балтский (18 июля 1996 года; с 2001 на покое, а 2 марта 2003 года перешёл в Русскую православную церковь заграницей, где был вторично хиротонисан).
6. Владимир (Полищук), бывший епископ Харьковский и Богодуховский (23 февраля 1997 года; с 21 октября 2000 года на покое, а 14 июля 2008 года перешёл в Украинскую истинно-православную церковь).
7. Юрий (Юрчик), бывший архиепископ Донецкий и Мариупольский (14 мая 1999 года; с 26 ноября 2008 года исключён с УПЦ КП, позднее перешёл в Украинскую грекокатолическую церковь как священник).
8. Севастиан (Возняк), бывший епископ Черниговский и Нежинский (14 декабря 2006 года; с 13 мая 2008 года на покое, а 27 мая 2018 года лишён священного сана).
9. Варсонофий (Качан), бывший епископ Хмельницкий и Каменец-Подольский (29 декабря 2019 года, с 23 мая 2022 года перешёл в ПЦУ как священник)
10. Никон (Шинкарюк), бывший епископ Черновицкий и Буковинский (26 января 2020 года, с 21 января 2023 года исключён из состава УПЦ КП)